# 12012
12012 (イチニーゼロイチニ, ichi-ni-zero-ichi-ni) és una banda Visual Kei que va romandre durant l'inici i els primers anys de la seua trajectòria com grup en el segell indie de KISAKI, UNDER CODE PRODUCTIONS. Actualment, el grup està consagrat com un grup important en el segell FREE-WILL, el mateix segell que altres artistes com kannivalism o DIR EN GREY. Els músics de la banda són Miyawaki Wataru (veu), Sakai Hiroaki (guitarra), Suga *Yuusuke (guitarra), Enya Tomoyuki (baix) i Kawauchi Tooru (bateria).
El nom 12012 és pronunciat de la forma "ichi ni zero ichi ni," i el significat ve, en part, del Codi Penal Californià, referint-se a "individus que caminen armats i que estan prohibits de posseir armes de foc." De vegades la banda usa el nom de "Kyouki Shoji" que té un significat equivalent a possessió d'una arma perillosa.
En els seus inicis, el concepte de la banda era la bogeria dins d'un humà, que estava molt bé representat en la seua representació visual així com en la seua música i lletres fosques. Actualment, alguna cosa més evolucionats com grup, fan una música alguna cosa més suaus i pegadisa. Deixant sempre un espai per a antics matisos en les seues composicions, que són els quals marquen el seu estil i personalitat com grup.

## Formació
- Wataru Miyawaki (宮脇 渉 Miyawaki Wataru) – veu
- Hiroaki Sakai (酒井 洋明 Sakai Hiroaki) – guitarra
- Yūsuke Suga (須賀 勇介 Suga Yūsuke) – guitarra
- Tomoyuki Enya (塩谷 朋之 Enya Tomoyuki) – baix
- Tōru Kawauchi (川内 亨 Kawauchi Tōru) – bateria

## Discografia
Àlbums
- Increasingly (28 d'abril del 2004)
- Bell Salem (ベルサレム, 6 d'octubre del 2004)
- Knight Mare (November 3, 2004)
- Increasingly -Kanzen Ban- (Increasingly-完全盤-, 15 de juny del 2005)
- Shin -Deep- (深～Deep～, 13 de desembre del 2006)
- Not Obtain+1 (1 de febrer del 2006)
- Play Dolls (1 de febrer del 2006)
- Diamond (12 de desembre del 2007)
- Mar Maroon (11 de març del 2009)

Singles
- "Depression Sign" (23 de juliol del 2003)
- "Shudder" (31 de març del 2004)
- "Shuu" (襲, 12 de desembre del 2004)
- "Hitori" (独, 11 de febrer del 2005)
- "Swallow" (16 de març del 2005)
- "Sick" (16 de març del 2005)
- "Depression Sign -Kanzen Ban-" (Depression Sign -完全盤-, 15 de juny del 2005)
- "Shudder -Kanzen Ban-" (Shudder -完全盤-, 15 de juny del 2005)
- "Icy -Cold City-" (12 de desembre del 2005)
- "Orion" (17 de febrer del 2006)
- "Heart" (10 de maig del 2006)
- "Pistol" (20 de setembre del 2006)
- "Wana" (罠, 18 d'octubre del 2006)
- "Over..." (15 de novembre del 2006)
- "Cyclone" (サイクロン, 13 de juny del 2007)
- "Shine" (17 d'octubre del 2007)
- "Merry Go World" (16 d'abril del 2008)
- "Taiyou" (太陽, 20 d'agost del 2008)
- "Aitai Kara...." (逢いたいから...., 29 d'octubre del 2008)
- "As" (21 de gener del 2009)
- "Hallelujah" (18 de febrer del 2009)

Vídeo
- Crom (20 d'abril del 2005)
- Created Movie 1 ~Kakuu Toshi Taihai Byōsha~ (CREATED MOVIE1～架空都市退廃描写～, 27 de juliol del 2005)
- Macrograph (28 de setembre del 2005)
- Heart: The clip (31 de maig del 2006)
- Hide & Seek ~Tour 2006~ (30 d'agost del 2006)
- Japanesque Rock Collectionz Cure DVD 02 (25 d'octubre del 2006)
- Created Movie 2 ~Modern Films~ (13 de desembre del 2006)
- XII Party (21 de febrer de 2007)
- 5th Anniversary Special Live Arashi (5th Anniversary Special Live 「嵐」, 24 de setembre del 2008)

Llibres
- Croon After the Bed (25 de gener del 2006)
- Deracine (25 de maig del 2006)